# レンジニ
レンジニ（波: Lędziny、独: Lendzin）は、南部ポーランドシロンスク県ビェルニ＝レンジニ郡にある、2006年の統計で人口16,050人の都市。
1999年から、シロンスク県に属している。1975年から1998年まではカトウィツェ県に属していた。

## 友好都市
Uničov町

## ギャラリー

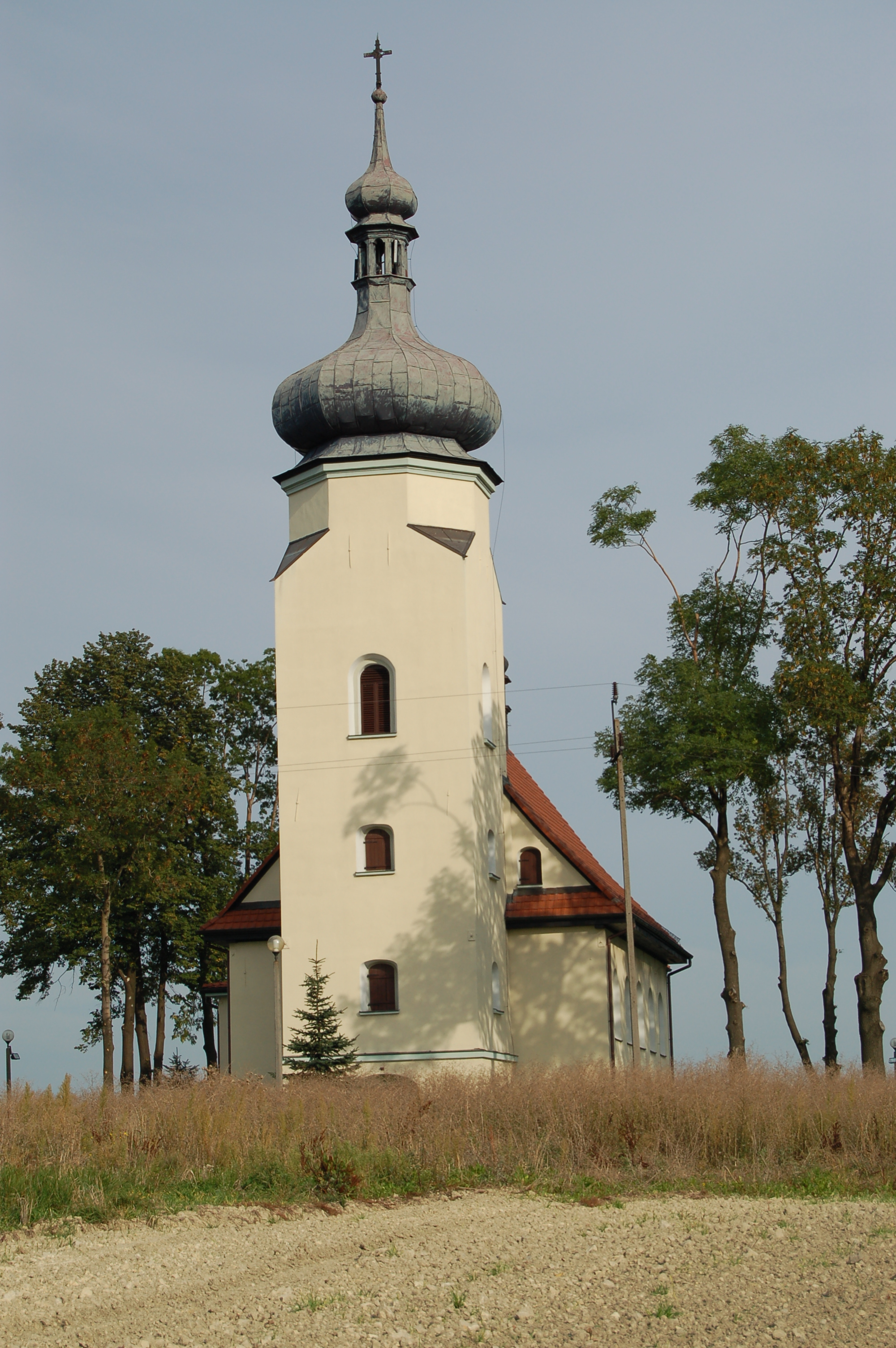
レンジニの教会